# Конфине-Фико Фонтанеле
Конфине-Фико Фонтанеле је насеље у Италији у округу Агриђенто, региону Сицилија.
Према процени из 2011. у насељу је живело 471 становника. Насеље се налази на надморској висини од 545 м.